# Francisco de Paula Benavides y Navarrete
Francisco de Paula Benavides y Navarrete O.S., španski rimskokatoliški duhovnik, škof in kardinal, * 11. maj 1810, Baeza, † 30. marec 1895.

## Življenjepis
Leta 1836 je prejel duhovniško posvečenje.
21. decembra 1857 je bil imenovan za škofa Sigüenze in 14. marca 1858 je prejel škofovsko posvečenje.
5. julija 1875 je postal patriarh Antilov.
12. marca 1877 je bil povzdignjen v kardinala in imenovan za kardinal-duhovnika S. Tommaso in Parione; 28. februarja 1879 je bil imenovan za kardinal-duhovnika S. Pietro in Montorio.
13. maja 1881 je bil imenovan za nadškofa Zaragoze.